# Setge de Trípoli
El setge de Trípoli va tenir lloc durant el període posterior a la Primera Croada, i va durar des del 1102 fins al 12 de juliol del 1109. La victòria dels croats va conduir a la creació d'un quart estat croat, el Comtat de Trípoli, governat bàsicament per nobles occitans i catalans.

## Antecedents

Els Estats Croats el 1102. El comtat de Tortosa correspon al futur comtat de Trípoli.

Després de la captura d'Antioquia el juny del 1098 i la destrucció de Maarat an-Numan el 13 de gener del 1099, els emirs sirians estaven aterrits davant l'avanç dels croats i van lliurar ràpidament les seves ciutats als francs. El 14 de gener, el soldà ibn Munqidh, emir de Xaizar, va enviar una ambaixada a Ramon IV de Tolosa, un dels líders de la Primera Croada, per oferir-li aliments i provisions per als seus homes i cavalls, així com guies per al camí cap a Jerusalem. Al febrer, l'emir d'Homs, Janah ad-Dawla, que havia lluitat valentament en el setge d'Antioquia, també va oferir cavalls a Ramon. El cadi de Trípoli, Jalal al-Mulk, dels Banu Ammar, va enviar rics regals i va convidar els francs a enviar una ambaixada a la seva ciutat. Els ambaixadors es meravellaren davant l'esplendor de la ciutat, i es va arribar a la conclusió de formar una aliança. Els croats van passar a Arqa, que assetjaren des del 14 de febrer al 13 de maig, abans de continuar cap al sud, a Jerusalem, sense atacar Trípoli ni qualsevol altra possessió dels Banu Ammar.

### Ramon retorna a Trípoli
El setge de Jerusalem va ser un èxit, i va portar a la fundació del Regne de Jerusalem. La majoria dels croats van tornar després a casa seva; un segon moviment va partir, encoratjat per l'èxit de la Primera Croada, però va ser aniquilat en la seva majoria pels turcs seljúcides d'Anatòlia. Ramon IV de Tolosa també va participar-hi, i va tornar a Síria després d'escapar de la derrota a mans de Kilidj Arslan I. Va tornar tan sols amb tres-cents homes. Fakhr al-Mulk, cadi de Trípoli, no va voler acollir Ramon com ho feu el seu predecessor, de manera que aquest va demanar ajuda a Duqaq de Damasc i al governador d'Homs. No obstant això, les tropes de Damasc i d'Homs van desertar una vegada van arribar a Trípoli, i el cadi va ser derrotat a principis d'abril, perdent set mil homes. Ramon no va poder prendre Trípoli, però es va fer amb Tartús, que va esdevenir la base de totes les futures operacions contra la Tripolitana.

## El setge

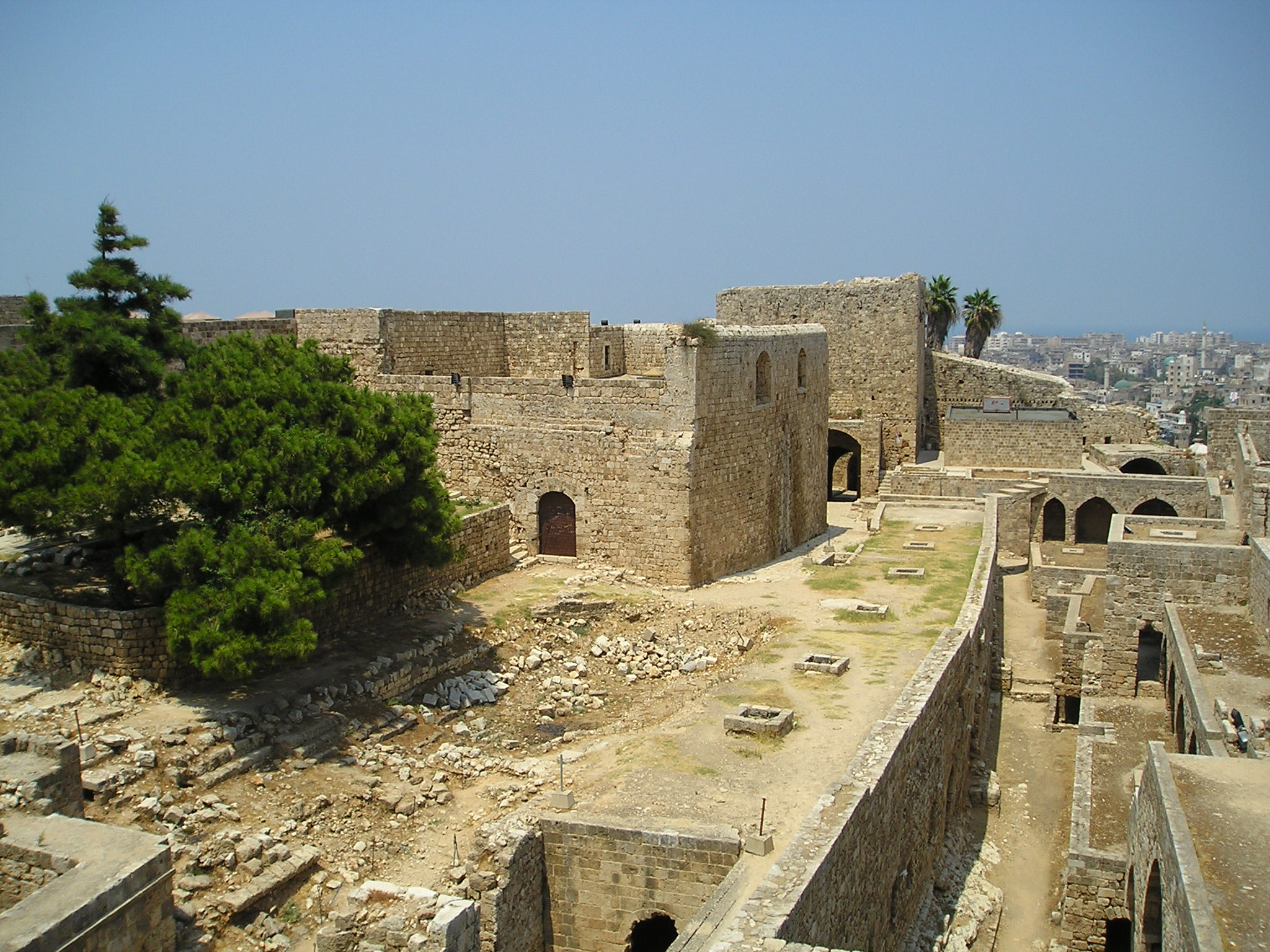
La Ciutadella de Ramon de Sant Gèli

L'any següent, Ramon, amb l'ajuda d'enginyers de l'Imperi Romà d'Orient, va construir el Mons Peregrinus, "Muntanya del Pelegrí" o "Qalaat Saint-Gilles" ("Fortalesa de Sant Gèli"), per tal de bloquejar l'accés a Trípoli. Amb el genovès Hugo Embriaco, Ramon va conquerir també Gibelet. Després de la batalla d'Haran el 1104, Fakhr al-Mulk va demanar la intervenció de Sokman, l'antic governador ortúkida de Jerusalem; Sokman se n'anà cap a Síria, però es va veure obligat a retirar-se als seus dominis.
Fakhr al-Mulk va atacar el Mont Pelegrí el setembre del 1104, matà molts dels francs (en realitat eren gairebé tots occitans) i cremà una ala de la fortalesa. El mateix Ramon va resultar greument ferit i va morir cinc mesos més tard, el febrer del 1105. Com a líder va ser reemplaçat pel seu nebot Guillem Jordà, comte de Cerdanya. En el seu llit de mort, Ramon havia concertat una treva amb el cadi: si deixava d'atacar la fortalesa croada, els croats deixarien d'obstaculitzar el comerç a la Tripolitana durant un temps. El cadi va acceptar.
Des del 1108 es va fer més difícil portar per terra aliments als assetjats. Molts ciutadans van intentar fugir a Homs, Tir o Damasc. Certs nobles de la ciutat el traïren, mostrant als francs com s'estava abastint amb mercaderies i aliments, però van ser executats al campament croat. Fakhr al-Mulk, cansat d'esperar l'ajuda del soldà seljúcida Mehmet I, es va dirigir a Bagdad a finals de març amb cinc-cents soldats i molts regals. Va passar a través de Damasc, ara regida per Toghtekin després de la mort de Duqaq, i va ser rebut amb els braços oberts. A Bagdad, el soldà el va rebre amb grans espectacles, però no va tenir temps per parlar de Trípoli, ja que hi va haver un conflicte de successió a la ciutat de Mossul. Fakhr al-Mulk tornava a Damasc l'agost quan es va assabentar que Trípoli havia estat lliurada a Al-Àfdal ibn Badr al-Jamalí, visir del Califat Fatimita d'Egipte, pels nobles, cansats d'esperar al seu retorn.
L'any següent, els croats es van fer encara més forts als afores de Trípoli, liderats per Balduí I de Jerusalem, Balduí II d'Edessa, Tancred d'Hauteville, Guillem Jordà i el fill gran de Ramon, Bertran de Tolosa, que recentment havia arribat amb tropes de refresc genoveses, pisanes i provençals. Els habitants de Trípoli van esperar en va els reforços procedents d'Egipte.
En el marc d'un litigi dins dels murs de la ciutat es va arribar a un compromís arbitrat pel rei Balduí que va permetre que la unitat dels croats no es trenqués. S'acordà que el Comtat de Trípoli es dividiria entre els dos pretendents: Guillem Jordà, com a vassall del Principat d'Antioquia, i Bertran, com a vassall del Regne de Jerusalem.

## Conseqüències
La ciutat va caure el 12 de juliol del 1109 i va ser saquejada pels croats. Els cent mil volums de la Biblioteca de Dar-em-Ilm es van considerar "perversos" i, per tant, van ser cremats. La flota fatimita va arribar vuit hores tard. La majoria dels habitants van ser esclavitzats i la resta es van veure privats de les seves possessions i expulsats. Bertran de Tolosa, el fill il·legítim de Ramon, va assassinar Guillem Jordà el 1110 i va reclamar Trípoli per a ell, un terç de la qual va ser cedida als genovesos. Trípoli va passar així a convertir-se en un estat croat, com la resta de la costa mediterrània, que ja pertanyia als cristians o els havia de pertànyer en els propers anys, amb la presa de Sidó el 1111 i la de Tir el 1124.